# Lista de pinturas de Velázquez
A seguinte é uma lista não exaustiva de pinturas do mestre espanhol do barroco Diego Velázquez.

## Obras executadas total ou parcialmente por Velázquez

### Etapa Sevilhana (até 1622)
| Quadro | Título                                   | Data            | Técnica         | Dimensões        | Localização                                   | Observacões                                    | Num.Catálogo Morán-Sánchez / López-Rey |
| ------ | ---------------------------------------- | --------------- | --------------- | ---------------- | --------------------------------------------- | ---------------------------------------------- | -------------------------------------- |
|        | Três músicos                             | 1617-1618       | Óleo sobre tela | 87 x 110 cm      | Staatliche Museen, Berlín                     |                                                | 1/1                                    |
|        | O Almoço                                 | cerca 1618      | Óleo sobre tela | 108,5 x 102 cm   | Hermitage, São Petersburgo                    |                                                | 2/3                                    |
|        | A ceia de Emaús                          | cerca 1620      | Óleo sobre tela | 55 x 118 cm      | Galeria Nacional da Irlanda, Dublin           | [ 1 ]                                          | 3/17                                   |
|        | Idosa fritando ovos                      | 1618            | Óleo sobre tela | 100,5 x 119,5 cm | National Gallery of Scotland, Edimburgo       | Datada no ângulo inferior direito.             | 5/6                                    |
|        | Cristo em casa de Marta e María          | 1618            | Óleo sobre tela | 60 × 103,5       | National Gallery, Londres                     | Datada                                         | 6/7                                    |
|        | Dois jovens à mesa                       | cerca 1622      | Óleo sobre tela | 65,3 x 104 cm    | Apsley House, Londres                         |                                                | 9/24                                   |
|        | São Tomás                                | cerca 1619-1620 | Óleo sobre tela | 95 x 73 cm       | Museu de Belas Artes, Orleães                 |                                                | 10/10                                  |
|        | Imaculada Conceição                      | cerca 1619      | Óleo sobre tela | 135 x 101,6 cm   | National Gallery, Londres                     |                                                | 11/11                                  |
|        | São João em Patmos                       | cerca 1619      | Óleo sobre tela | 135,5 x 102,2 cm | National Gallery, Londres                     |                                                | 12/12                                  |
|        | Adoração dos Reis Magos                  | 1619            | Óleo sobre tela | 204 x 126,5 cm   | Museu do Prado, Madrid                        | Datado na pedra debaixo do pé da Virgem.       | 13/13                                  |
|        | São Paulo                                | cerca 1619-1620 | Óleo sobre tela | 99 x 78 cm       | Museo Nacional de Arte de Cataluña, Barcelona |                                                | 14/14                                  |
|        | Cabeça de apóstolo                       | cerca 1622      | Óleo sobre tela | 38 x 29 cm       | Museu do Prado, Madrid                        | Depositado no Museu de Belas Artes de Sevilha. | 15/15                                  |
|        | O aguadeiro de Sevilha                   | cerca 1620      | Óleo sobre tela | 106,7 x 81 cm    | Apsley House, Londres                         |                                                | 16/16                                  |
|        | D. Cristóbal Suárez de Ribera            | 1620            | Óleo sobre tela | 207 x 148 cm     | Museu de Belas Artes de Sevilha, Sevilha      | [ 2 ] [ 3 ]                                    | 17/19                                  |
|        | A venerável madre Jerónima de la Fuente  | 1620            | Óleo sobre tela | 162 x 107 cm     | Museu do Prado, Madrid                        | [ 4 ]                                          | 18/20                                  |
|        | A venerável madre Jerónima de la Fuente  | 1620            | Óleo sobre tela | 162,5 x 105 cm   | Colección Fernández Araoz, Madrid             | [ 5 ]                                          | 19/21                                  |
|        | Imposição da casula de Santo Ildefonso   | cerca 1620-1623 | Óleo sobre tela | 166 x 120 cm     | Ayuntamiento de Sevilha, Sevilha              | [ 6 ]                                          | 20/22                                  |
|        | Retrato de cavaleiro / Francisco Pacheco | cerca 1620-1622 | Óleo sobre tela | 40 x 36 cm       | Museu do Prado, Madrid                        | [ 7 ]                                          | 21/23                                  |

### Madrid (1622-1629)
| Quadro | Título                                           | Data               | Técnica         | Dimensões        | Localização                                                              | Observações | Num.Catálogo Morán-Sánchez / López-Rey |
| ------ | ------------------------------------------------ | ------------------ | --------------- | ---------------- | ------------------------------------------------------------------------ | ----------- | -------------------------------------- |
|        | Retrato de Luís de Góngora y Argote              | 1622               | Óleo sobre tela | 50,3 x 40,5 cm   | Museu de Belas Artes de Boston, Boston                                   |             | 22/25                                  |
|        | Retrato de homem                                 | 1623-1624          | Óleo sobre tela | 55,5 x 38 cm     | Museu do Prado, Madrid                                                   | [ 8 ]       | 24/27                                  |
|        | Felipe IV de Espanha                             | 1623-1624          | Óleo sobre tela | 61,6 x 48,2 cm   | Museu Meadows, Dallas (Texas)                                            | [ 9 ]       | 25/28                                  |
|        | Retrato de dama                                  | cerca 1625         | Óleo sobre tela | 32 x 24 cm       | Esteve no Palácio Real de Madrid, sendo o paradeiro actual desconhecido. | [ 10 ]      | 28/31                                  |
|        | Cabeça de veado                                  | cerca de 1626-1628 | Óleo sobre tela | 58 x 44,5 cm     | Museu do Prado, Madrid                                                   | [ 11 ]      | 31/33                                  |
|        | Cristo contemplado pela alma cristã              | 1626-1628          | Óleo sobre tela | 165 x 206,4 cm   | National Gallery, Londres                                                |             | 32/35                                  |
|        | Felipe IV de Espanha                             | 1623-1628          | Óleo sobre tela | 198 x 101,5 cm   | Museu do Prado, Madrid                                                   | [ 12 ]      | 33/36                                  |
|        | Retrato de Carlos de Áustria, infante de Espanha | 1626-1628          | Óleo sobre tela | 209 x 12 cm      | Museu do Prado, Madrid                                                   |             | 34/37                                  |
|        | Felipe IV de Espanha                             | cerca 1628         | Óleo sobre tela | 57 x 44,5 cm     | Museu do Prado, Madrid                                                   | [ 13 ]      | 35/38                                  |
|        | Demócrito / O Geógrafo                           | 1628-1629          | Óleo sobre tela | 101 x 81 cm      | Museu de Belas Artes de Ruão, Rouen                                      | [ 14 ]      | 37/40                                  |
|        | O triunfo de Baco, ou Os Bêbados                 | 1628-1629          | Óleo sobre tela | 165,5 x 227,5 cm | Museu do Prado, Madrid                                                   |             | 38/41                                  |
|        | A ceia de Emaús                                  | 1628-1629          | Óleo sobre tela | 123,2 × 132,7 cm | Metropolitan Museum of Art, Nova Iorque                                  | [ 15 ]      | 39/42                                  |

### Primeira  viagem a Itália (1629-1630)
| Quadro | Título                                                        | Data | Técnica         | Dimensões   | Localização                                              | Observações | Num.Catálogo Morán-Sánchez / López-Rey |
| ------ | ------------------------------------------------------------- | ---- | --------------- | ----------- | -------------------------------------------------------- | ----------- | -------------------------------------- |
|        | Maria de Áustria, rainha da Hungría                           | 1630 | Óleo sobre tela | 59,5 × 45,5 | Museu do Prado, Madrid                                   |             | 40/48                                  |
|        | A túnica de José                                              | 1630 | Óleo sobre tela | 223 × 250   | Mosteiro e Sítio do Escorial, San Lorenzo de El Escorial |             | 41/43                                  |
|        | A forja de Vulcano                                            | 1630 | Óleo sobre tela | 222 × 290   | Museu do Prado, Madrid                                   |             | 42/44                                  |
|        | Cabeça de Apolo                                               | 1630 | Óleo sobre tela | 36 x 25     | Coleção particular, Japão                                | [ 16 ]      | 43/45                                  |
|        | Vista do jardim da Villa Medici em Roma (Pavilhão de Ariadna) | 1630 | Óleo sobre tela | 44,5 x 38,5 | Museu do Prado, Madrid                                   | [ 17 ]      | 44/46                                  |
|        | Vista do jardim da Villa Medici em Roma (Entrada da Gruta)    | 1630 | Óleo sobre tela | 48,5 x 43   | Museu do Prado, Madrid                                   |             | 45/47                                  |

### Madrid (1631-1648)
| Quadro | Título                                               | Data               | Técnica         | Dimensões        | Localização                                                     | Observações | Num.Catálogo Morán-Sánchez / López-Rey |
| ------ | ---------------------------------------------------- | ------------------ | --------------- | ---------------- | --------------------------------------------------------------- | --- | -------------------------------------- |
|        | Uma sibila (¿Juana Pacheco?)                         | 1630-1631          | Óleo sobre tela | 62 x 50 cm       | Museu do Prado, Madrid                                          | [ 18 ] | 46/49                                  |
|        | Retrato de jovem                                     | 1630-1631          | Óleo sobre tela | 89,2 × 69,5 cm   | Alte Pinakothek, Munique                                        | [ 19 ] | 47/50                                  |
|        | A tentação de São Tomás de Aquino                    | 1631-1632          | Óleo sobre tela | 244 x 203 cm     | Museu Diocesano, Orihuela                                       | [ 20 ] | 48/130                                 |
|        | O príncipe Baltasar Carlos com um anão               | 1631               | Óleo sobre tela | 128,1 x 102 cm   | Museu de Belas Artes de Boston, Boston                          | [ 21 ] | 49/51                                  |
|        | Felipe IV de castanho e prata                        | 1631-1632          | Óleo sobre tela | 199,5 x 113 cm   | National Gallery, Londres                                       | Assinado no papel que o Rei tem na mão, como se de uma petição dirigida ao monarca se tratasse: «Señor / Diego Velazquez / Pintor de V Mg.». | 50/52                                  |
|        | Isabel de Borbón                                     | 1631-1632          | Óleo sobre tela | 207 x 119 cm     | Coleção particular, Nova Iorque                                 | [ 22 ] | 51/53                                  |
|        | Diego de Corral e Arellano                           | 1631-1632          | Óleo sobre tela | 205 x 116 cm     | Museo del Prado, Madrid                                         | | 52/55                                  |
|        | Antónia de Ipeñarrieta e Galdós e seu filho Luís     | 1631-1632          | Óleo sobre tela | 205 x 115 cm     | Museu do Prado, Madrid                                          | [ 23 ] | 53/54                                  |
|        | Mão de homem                                         | cerca de 1630      | Óleo sobre tela | 27 x 24 cm       | Paradeiro desconhecido, antes no Palácio Real de Madrid, Madrid | [ 24 ] | 54/56                                  |
|        | Pedro de Barberana e Aparregui                       | 1631-1632          | Óleo sobre tela | 198,2 x 111,8    | Kimbell Art Museum, Fort Worth (Texas)                          | | 55/57                                  |
|        | D. Juan Mateos                                       | cerca 1632         | Óleo sobre tela | 108 x 90 cm      | Pinacoteca dos Mestres Antigos, Dresden                         | [ 25 ] | 56/58                                  |
|        | Cristo crucificado                                   | cerca 1632         | Óleo sobre tela | 250 x 170 cm     | Museu do Prado, Madrid                                          | | 57/59                                  |
|        | Retrato de Baltasar Carlos                           | 1632               | Óleo sobre tela | 117,8 x 95,9     | Wallace Collection, Londres                                     | | 58/60                                  |
|        | Felipe IV                                            | 1632               | Óleo sobre tela | 127,5 x 86,5 cm  | Museu de História da Arte em Viena, Viena                       | [ 26 ] | 59/61                                  |
|        | Isabel de Borbón                                     | 1632               | Óleo sobre tela | 132 x 101,5 cm   | Museu de História da Arte em Viena, Viena                       | [ 27 ] | 60/62                                  |
|        | O bobo chamado "d. Juan de Austria"                  | 1632-1633          | Óleo sobre tela | 210 x 124,5 cm   | Museu do Prado, Madrid                                          | | 61/65                                  |
|        | Gaspar de Guzmán, conde-duque de Olivares, a cavalo  | 1634               | Óleo sobre tela | 314 x 240 cm     | Museu do Prado, Madrid                                          | | 62/66                                  |
|        | Cavalo branco                                        | cerca 1634-1635    | Óleo sobre tela | 310 × 245 cm     | Palácio Real de Madrid, Madrid                                  | | 63/67                                  |
|        | Felipe III a cavalo                                  | cerca de 1634-1635 | Óleo sobre tela | 300 x 212 cm     | Museu do Prado, Madrid                                          | [ 28 ] [ 29 ] | 64/68                                  |
|        | A rainha Margarita de Áustria a cavalo               | 1634-1635          | Óleo sobre tela | 297 x 212 cm     | Museu do Prado, Madrid                                          | [ 29 ] [ 30 ] | 65/69                                  |
|        | A rainha Isabel de Borbón, a cavalo                  | 1634-1635          | Óleo sobre tela | 304,5 x 317,5 cm | Museo del Prado, Madrid                                         | [ 31 ] | 66/70                                  |
|        | Felipe IV a cavalo                                   | 1634-1635          | Óleo sobre tela | 305,5 x 317,5 cm | Museu do Prado, Madrid                                          | | 67/71                                  |
|        | O príncipe Baltasar Carlos a cavalo                  | 1634-1635          | Óleo sobre tela | 209,5 x 174 cm   | Museu do Prado, Madrid                                          | | 68/72                                  |
|        | A Rendição de Breda                                  | 1634-1635          | Óleo sobre tela | 307,5 x 370,5 cm | Museu do Prado, Madrid                                          | [ 32 ] | 69/73                                  |
|        | Retrato de Juan Martínez Montañés                    | 1635-1636          | Óleo sobre tela | 110,5 x 87,5 cm  | Museu do Prado, Madrid                                          | [ 33 ] | 70/76                                  |
|        | Felipe IV em traje de caçador                        | cerca 1632-1633    | Óleo sobre tela | 189 x 124,5 cm   | Museu do Prado, Madrid                                          | | 71/63                                  |
|        | O cardeal-infante Fernando de Áustria                | cerca 1632-1633    | Óleo sobre tela | 191,5 x 108 cm   | Museo del Prado, Madrid                                         | [ 34 ] | 72/64                                  |
|        | O príncipe Baltasar Carlos caçador                   | 1635-1636          | Óleo sobre tela | 191 x 102 cm     | Museo del Prado, Madrid                                         | [ 35 ] | 73/77                                  |
|        | O príncipe Baltasar Carlos no picadeiro              | cerca de 1636      | Óleo sobre tela | 144 x 96,5 cm    | Coleção do Duque de Westminster, Londres                        | [ 36 ] | 74/78                                  |
|        | A dama do leque                                      | cerca de 1635      | Óleo sobre tela | 95 x 70 cm       | Wallace Collection, Londres                                     | | 75/79                                  |
|        | A costureira                                         | cerca de 1635-1643 | Óleo sobre tela | 74 x 60 cm       | National Gallery of Art, Washington D.C.                        | [ 37 ] | 77/81                                  |
|        | Pablo de Valladolid                                  | cerca 1636-1637    | Óleo sobre tela | 213,5 x 125 cm   | Museu do Prado, Madrid                                          | | 78/82                                  |
|        | O bobo "Calabacillas"                                | cerca de 1637-1639 | Óleo sobre tela | 105,5 x 82,5 cm  | Museu do Prado, Madrid                                          | | 79/83                                  |
|        | Cristóbal de Castañeda y Pernia, o bobo "Barbarroja" | cerca 1637-1640    | Óleo sobre tela | 200 x 121,5 cm   | Museu do Prado, Madrid                                          | [ 38 ] | 80/84                                  |
|        | Santo António abade e São Paulo ermitão              | cerca 1635-1638    | Óleo sobre tela | 261 × 192 cm     | Museu do Prado, Madrid                                          | | 81/85                                  |
|        | Retrato do Conde-Duque de Olivares                   | cerca 1638         | Óleo sobre tela | 67 x 54 cm       | Hermitage, São Petersburgo                                      | [ 39 ] | 82/87                                  |
|        | Francisco I de Este                                  | 1638               | Óleo sobre tela | 68 x 51 cm       | Galleria Estense, Modena                                        | | 84/89                                  |
|        | O príncipe Baltasar Carlos                           | cerca de 1639      | Óleo sobre tela | 128,5 x 99 cm    | Museu de História da Arte em Viena, Viena                       | [ 40 ] | 86/90                                  |
|        | Retrato de homem                                     | cerca 1635-1645    | Óleo sobre tela | 76 × 64,8 cm     | Apsley House, Londres                                           | | 87/91                                  |
|        | Esopo                                                | cerca 1639-1641    | Óleo sobre tela | 179,5 x 94 cm    | Museu do Prado, Madrid                                          | Inscrição ao alto, na direita: «AESOPVS». | 88/92                                  |
|        | Menipo                                               | cerca 1639-1641    | Óleo sobre tela | 178,5 x 93,5 cm  | Museu do Prado, Madrid                                          | Inscrição ao alto, na esquerda: «MOENIPVS».                                                                                                  | 89/93                                  |
|        | O deus Marte                                         | cerca 1639-1641    | Óleo sobre tela | 181 x 99 cm      | Museu do Prado, Madrid                                          | | 90/94                                  |
|        | Autorretrato                                         | cerca de 1640      | Óleo sobre tela | 45,8 x 38 cm     | Museu de Belas Artes, Valência                                  | [ 41 ] | 91/96                                  |
|        | Retrato de menina                                    | cerca 1640         | Óleo sobre tela | 51,5 x 41        | Hispanic Society of America, Nova Iorque                        | [ 42 ] | 92/97                                  |
|        | Francisco Lezcano, o menino de Vallecas              | cerca 1643-1645    | Óleo sobre tela | 107,5 x 83,5 cm  | Museu do Prado, Madrid                                          | | 93/99                                  |
|        | Felipe IV em Fraga                                   | 1644               | Óleo sobre tela | 129,8 x 99,4 cm  | Frick Collection, Nova Iorque                                   | | 94/100                                 |
|        | Diego de Acedo, o bobo "el Primo"                    | cerca 1645         | Óleo sobre tela | 106 x 82,5 cm    | Museu do Prado, Madrid                                          | | 96/102                                 |
|        | O bobo Sebastián de Morra                            | cerca 1645         | Óleo sobre tela | 106 x 81,5 cm    | Museu do Prado, Madrid                                          | | 97/103                                 |
|        | Coroação da Virgem                                   | cerca 1645         | Óleo sobre tela | 178,5 x 134,5 cm | Museu do Prado, Madrid                                          | [ 43 ] | 98/105                                 |
|        | Vénus ao espelho                                     |                    | Óleo sobre tela | 122,5 x 177 cm   | National Gallery, Londres                                       | [ 44 ] | 100/106                                |
|        | Figura de mulher "Sibila com "tábua rasa"            | cerca 1644-1648    | Óleo sobre tela | 64 x 58 cm       | Museu Meadows, Dallas                                           | | 101/108                                |
|        | Um cavaleiro da Ordem de Santiago                    | cerca 1645-1650    | Óleo sobre tela | 67 × 56 cm       | Pinacoteca dos Mestres Antigos, Dresden                         | | 103/110                                |

### Segunda viagem a Itália (1649-1651)
| Cuadro | Título              | Data      | Técnica         | Dimensões      | Localização                              | Observações | Num.Catálogo Morán-Sánchez / López-Rey |
| ------ | ------------------- | --------- | --------------- | -------------- | ---------------------------------------- | --- | -------------------------------------- |
|        | Juan de Pareja      | 1649-1650 | Óleo sobre tela | 81,3 x 69,9 cm | Metropolitan Museum of Art, Nova Iorque  | | 104/112                                |
|        | Ferdinando Brandani | 1650      | Óleo sobre tela | 50,5 x 47      | Museo del Prado, Madrid                  | Antes conhecido como Retrato de hombre, el llamado barbero del Papa                                                                                     | 105/113                                |
|        | Inocêncio X         | 1650      | Óleo sobre tela | 140 x 120 cm   | Palazzo Doria Pamphilj, Roma             | Assinatura no papel que o Papa tem na mão: «Alla santa di Nro Sigre / Innocencio Xº / Per / Diego de Silva / Velázquez dela Ca / mera di S. Mte Cattca» | 106/114                                |
|        | Inocêncio X         | 1650      | Óleo sobre tela | 82 x 71,5 cm   | Apsley House, Wellington Museum, Londres | [ 46 ] | 107/115                                |
|        | Camillo Massimi     | 1650      | Óleo sobre tela | 73,6 x 58,5 cm | Kingston Lacy, Dorset                    | | 108/116                                |
|        | O cardeal Astalli   | 1650-1651 | Óleo sobre tela | 61 x 48,5 cm   | Hispanic Society of America, Nova Iorque | | 109/117                                |

### Madrid (1651-1660)
| Quadro | Título                                | Data            | Técnica         | Dimensões       | Localização                               | Observações | Num.Catálogo Morán-Sánchez / López-Rey |
| ------ | ------------------------------------- | --------------- | --------------- | --------------- | ----------------------------------------- | --- | -------------------------------------- |
|        | Maria Teresa, infanta de Espanha      | 1651-1652       | Óleo sobre tela | 34,3 x 40 cm    | Metropolitan Museum of Art, Nova Iorque   | [ 47 ] | 110/118                                |
|        | A infanta Maria Teresa                | 1651-1653       | Óleo sobre tela | 127 x 98,5 cm   | Museu de História da Arte em Viena, Viena | | 111/119                                |
|        | Felipe IV (1653-1655)                 | 1653-1655       | Óleo sobre tela | 69 x 56 cm      | Museu do Prado, Madrid                    | | 112/120                                |
|        | A rainha Mariana de Áustria           | 1652-1653       | Óleo sobre tela | 234 x 131,5 cm  | Museu do Prado, Madrid                    | [ 48 ] | 113/121                                |
|        | A infanta Margarita                   | 1653            | Óleo sobre tela | 128,5 x 100 cm  | Museu de História da Arte em Viena, Viena | | 114/122                                |
|        | A infanta Margarita                   | cerca 1656      | Óleo sobre tela | 105 x 88 cm     | Museu de História da Arte em Viena, Viena | | 115/123                                |
|        | A família de Felipe IV, ou As Meninas | 1656-1657       | Óleo sobre tela | 318 x 276 cm    | Museu do Prado, Madrid                    | | 116/124                                |
|        | O Mito de Aracne, ou As Fiandeiras    |                 | Óleo sobre tela | 220 x 289 cm    | Museu do Prado, Madrid                    | [ 49 ] | 117/107                                |
|        | A rainha Mariana da Áustria           | cerca 1655-1656 | Óleo sobre tela | 46,5 x 43 cm    | Museu Meadows, Dallas                     | [ 50 ] | 118/125                                |
|        | Mercúrio e Argos                      | cerca 1659      | Óleo sobre tela | 128 x 250 cm    | Museu do Prado, Madrid                    | Pintado para o Salão dos Espelhos do Alcázar com outras três pinturas de assunto mitológico desaparecidas no incêndio de 1734. | 120/127                                |
|        | A infanta Margarita                   | 1659            | Óleo sobre tela | 127 x 107 cm    | Museu de História da Arte em Viena, Viena | | 121/128                                |
|        | O príncipe Felipe Próspero            | 1659            | Óleo sobre tela | 128,5 x 99,5 cm | Museu de História da Arte em Viena, Viena | | 122/129                                |

## Obras de autoria controversa
| Quadro | Título                                                     | Data            | Técnica          | Dimensões        | Localização                                                                       | Observações | Num.Catálogo Morán-Sánchez / López-Rey |
| ------ | ---------------------------------------------------------- | --------------- | ---------------- | ---------------- | --------------------------------------------------------------------------------- | ----------- | -------------------------------------- |
|        | A educação da Virgem                                       | cerca 1617      | Óleo sobre tela  |                  | Galeria de Arte da Universidade Yale                                              | [ 51 ]      |                                        |
|        | A mulata / Cena de cozinha                                 | cerca 1620      | Óleo sobre tela  | 55 x 104,5       | Art Institute of Chicago, Chicago                                                 | [ 52 ]      | 4/18                                   |
|        | Cabeça de jovem de perfil                                  | cerca 1618-1619 | Óleo sobre tela  | 39,5 x 35,8 cm   | Hermitage, São Petersburgo                                                        | [ 53 ]      | 7/8                                    |
|        | Almoço de camponeses                                       | cerca 1618-1619 | Óleo sobre tela  | 96 x 112 cm      | Museu de Belas Artes de Budapeste, Budapeste                                      | [ 54 ]      | 8/9                                    |
|        | A Imaculada                                                | cerca 1618-1620 | Óleo sobre tela  | 142 x 98,5 cm    | Centro de Investigación Diego Velázquez, Fundación Focus-Abengoa Sevilla          | [ 55 ]      |                                        |
|        | As lágrimas de São Pedro                                   | cerca 1618-1619 | Óleo sobre tela  | 132 x 98,5 cm    | Coleção Villar Mir, Madrid                                                        | [ 56 ]      |                                        |
|        | São João Baptista no deserto                               | cerca 1620      | Óleo sobre tela  | 175,3 x 152,5 cm | Art Institute of Chicago                                                          | [ 57 ]      |                                        |
|        | Retrato de um clérigo (¿Francisco Rioja?)                  | cerca 1622-1623 | Óleo sobre tela  | 66,5 x 51        | Colección Payá, Madrid                                                            | [ 58 ]      | 23/26                                  |
|        | Um gentil-homem (¿Juan de Fonseca?)                        | cerca 1623      | Óleo sobre tela  | 52 × 40 cm       | Detroit Institute of Arts, Detroit                                                | [ 59 ]      |                                        |
|        | O venerável padre frei Simón de Rojas (defunto)            | 1624            | Óleo sobre tela  | 101 x 121 cm     | Colecção dos duques do Infantado, em depósito no Museu de Belas Artes de Valência | [ 60 ]      |                                        |
|        | Felipe IV                                                  | 1624            | Óleo sobre tela  | 200 x 102,9 cm   | Metropolitan Museum of Art, Nova Iorque                                           | [ 61 ]      | 26/29                                  |
|        | Retrato do Conde-Duque de Olivares                         | 1624            | Óleo sobre tela  | 201,2 x 111,1 cm | Museu de Arte de São Paulo, São Paulo                                             | [ 62 ]      | 27/30                                  |
|        | Retrato do Conde-Duque de Olivares (Nova Iorque)           | cerca 1624-1626 | Óleo sobre tela  | 216 x 192,5 cm   | The Hispanic Society of America, Nova Iorque                                      | [ 63 ]      | 29/32                                  |
|        | Retrato do Conde-Duque de Olivares (Fisa)                  | cerca 1624-1625 | Óleo sobre tela  | 209 x 111 cm     | Coleção Várez Fisa, Madrid                                                        | [ 64 ]      | 30/-                                   |
|        | Retrato de homem                                           | 1626-1628       | Óleo sobre tela  | 104 x 79         | Coleção privada, Princeton , Nova Jérsia                                          | [ 65 ]      | -/34                                   |
|        | Felipe IV com gibão amarelo                                | cerca 1628      | Óleo sobre tela  | 205 x 117 cm     | Museu de Arte John e Mable Ringling, Sarasota                                     | [ 66 ]      |                                        |
|        | O bobo Juan de Calabazas (Calabacillas)                    | cerca 1626-1632 | Óleo sobre tela  | 175,5 x 106,5 cm | Museu de Arte de Cleveland, Cleveland                                             | [ 67 ]      | 36/39                                  |
|        | Retrato de Sebastián de Huerta                             | cerca 1628      | Óleo sobre tela  | 121 x 101 cm     | Coleção particular                                                                | [ 68 ]      |                                        |
|        | A última ceia                                              | 1629            | Óleo sobre tela  | 65 × 52 cm       | Academia de San Fernando, Madrid                                                  | [ 69 ]      |                                        |
|        | Retrato de clérigo (¿autorretrato?)                        | 1630            | Óleo sobre tela  | 67 × 50 cm       | Museus Capitolinos, Roma                                                          | [ 70 ]      |                                        |
|        | A Rixa / Rixa entre soldados frente à embaixada de Espanha | 1630            | Óleo sobre cobre | 28,9 × 39,6 cm   | Colecção Pallavicini, Roma                                                        | [ 71 ]      |                                        |
|        | Santa Rufina                                               | 1632-1634       | Óleo sobre tela  | 77 × 64 cm       | Centro de Investigações Diego Velázquez, Fundação Focus-Abengoa Sevilla           | [ 72 ]      |                                        |
|        | Retrato de homem                                           | cerca 1630      | Óleo sobre tela  | 68,6 x 55,2 cm   | Metropolitan Museum of Art, Nova Iorque                                           | [ 73 ]      |                                        |
|        | Cristo na cruz                                             | 1631            | Óleo sobre tela  | 100 x 57 cm      | Museu do Prado, Madrid                                                            | [ 74 ]      |                                        |
|        | Retrato de uma dama (¿A condessa de Monterrey?)            | cerca 1631-1635 | Óleo sobre tela  | 123,7x 101,7 cm  | Gemäldegalerie, Berlim                                                            | [ 75 ]      |                                        |
|        | Dama Jovem                                                 | cerca 1635      | Óleo sobre tela  | 98 x49 cm,       | Coleção do Duque de Devonshire, Chatsworth (Los Angeles)                          | [ 76 ]      | 76/80                                  |
|        | Santo Antão do Deserto                                     | cerca 1635-1638 | Óleo sobre tela  | 55,8 x 40 cm     | Coleção particular, Nova Iorque                                                   | [ 77 ]      | -/86                                   |
|        | A tela real                                                | cerca 1636-1638 | Óleo sobre tela  | 182 x 302 cm     | National Gallery (Londres)                                                        | [ 78 ]      | 85/-                                   |
|        | O Conde-Duque de Olivares                                  | cerca 1638      | Óleo sobre cobre | 10 x 8 cm        | Palácio Real de Madrid, Madrid                                                    | [ 79 ]      | 83/88                                  |
|        | Francisco Bandrés de Abarca                                | cerca 1638-1646 | Óleo sobre tela  | 64 x 53 cm       | Coleção privada, Nova Iorque                                                      | [ 80 ]      | -/95                                   |
|        | Retrato equestre de Felipe IV                              | cerca 1645      | Óleo sobre tela  | 393 x 267 cm     | Galleria degli Uffizi, Florença                                                   | [ 81 ]      | 95/101                                 |
|        | O bobo Sebastián de Morra                                  | cerca 1645      | Óleo sobre tela  | 106 x 84,5 cm    | Colleção particular, Suiça                                                        | [ 82 ]      | -/104                                  |
|        | Juan Francisco Pimentel, X conde de Benavente              | 1648            | Óleo sobre tela  | 109,5 x 88,5 cm  | Museu do Prado, Madrid                                                            | [ 83 ]      | 99/-                                   |
|        | A Galega                                                   | 1645-1650       | Óleo sobre tela  | 60 × 46,5 cm     | Coleção privada, Suiça?                                                           | [ 84 ]      | -/111                                  |
|        | Cristoforo Segni                                           | cerca 1650-1651 | Óleo sobre tela  | 144 × 92 cm      | Coleção Kisters, Kreuzlingen (Suiça)                                              | [ 85 ]      |                                        |
|        | A infanta Margarita                                        | 1653            | Óleo sobre tela  | 115 x 91 cm      | Coleção dos duques de Alba, Madrid                                                | [ 86 ]      |                                        |
|        | Felipe IV                                                  | 1656-1657       | Óleo sobre tela  | 64 x 53,75 cm    | National Gallery de Londres                                                       | [ 87 ]      | 123/-                                  |
|        | A rainha Mariana de Áustria                                | cerca 1656-1657 | Óleo sobre tela  | 64,7 x 54,6 cm   | Museu Thyssen-Bornemisza, Madrid                                                  | [ 88 ]      | 119/126                                |

## Oficina, obras perdidas e antigas atribuições
| Cuadro | Título                                                            | Data                              | Técnica                          | Dimensões     | Localização                                                | Observacões                                                                                              | Num.Catálogo Mayer / López-Rey, 1963 |
| ------ | ----------------------------------------------------------------- | --------------------------------- | -------------------------------- | ------------- | ---------------------------------------------------------- | --- | ------------------------------------ |
|        | Cabeça de moça                                                    | cerca 1620                        | Óleo sobre tela                  | 25 x 18       | Museu Lázaro Galdiano, Madrid                              | [ 89 ] [ 90 ] [ 91 ]                                                                                     | 555/594                              |
|        | Cabeça de moço rindo                                              | cerca 1620                        | Óleo sobre tela                  | 27 x 22       | Hermitage, São Petersburgo                                 | [ 92 ] [ 93 ]                                                                                            | 99/94                                |
|        | O Aguadeiro de Sevilha                                            | cerca 1620                        | Óleo sobre tela                  | 103 x 77      | Galleria degli Uffizi, Colecção Contini-Bonacosi, Florença | [ 94 ] [ 95 ]                                                                                            | 119/125                              |
|        | O sentido do paladar                                              | cerca 1620-1630                   | Óleo sobre tela                  | 76,2 x 63,5   | Toledo Museum of Art, Ohio                                 | [ 96 ]                                                                                                   | 447/441                              |
|        | Retrato de Luís de Góngora y Argote                               | cerca 1622                        | Óleo sobre tela                  | 60 x 48       | Museu Lázaro Galdiano, Madrid                              | [ 97 ]                                                                                                   | 340/497                              |
|        | Retrato de Luís de Góngora y Argote                               | após 1622                         | Óleo sobre tela                  | 59 x 46       | Museu do Prado, Madrid                                     | [ 98 ] [ 99 ]                                                                                            | 341/498                              |
|        | Francisco de Quevedo y Villegas                                   | cerca 1623-1630                   | Óleo sobre tela                  | 61 x 56       | Apsley House, Londres                                      | [ 100 ] [ 101 ]                                                                                          | 362/531                              |
|        | Francisco de Quevedo y Villegas                                   | cerca 1623-1630                   | Óleo sobre tela                  | 60,5 x 48     | Instituto Valência de Don Juan, Madrid                     | [ 101 ] [ 102 ] [ 103 ]                                                                                  | 363/532                              |
|        | Marquês de Castel-Rodrigo                                         | cerca 1623-1651                   | Óleo sobre tela                  | 124 x 97,5    | Antiga coleção Príncipe Pio de Sabóia, Madrid              | [ 104 ]                                                                                                  | 337/492                              |
|        | Filipe IV                                                         | 1624                              | Óleo sobre tela                  | 208,6 x 110,2 | Museu de Belas Artes de Boston, Boston                     | [ 105 ]                                                                                                  | 200/237                              |
|        | Filipe IV                                                         | 1628                              | Óleo sobre tela                  | 199 x 108     | Museu Isabella Stewart Gardner, Boston                     | [ 106 ]                                                                                                  | 201/242                              |
|        | Isabel de Borbón                                                  | cerca 1632                        | Óleo sobre tela                  | 218 x 127,5   | Museu Nacional de Arte da Dinamarca, Copenhague            | [ 107 ]                                                                                                  | 474/340                              |
|        | Isabel de Borbón                                                  | cerca 1632                        | Óleo sobre tela                  | 116,2 x 97,8  | Pollok House, Glasgow                                      | [ 108 ]                                                                                                  | /                                    |
|        | Filipe IV de meio corpo vestido de negro                          | cerca 1632                        | Óleo sobre tela                  | 69,5 x 53     | Museu de História da Arte em Viena, Viena                  | [ 109 ]                                                                                                  |                                      |
|        | Filipe IV numa sala                                               | cerca 1632-1634                   | Óleo sobre tela                  | 203,5 x 122   | Hermitage, São Petersburgo                                 | [ 110 ]                                                                                                  | 218/248                              |
|        | Conde-duque de Olivares, equestre                                 |                                   | Óleo sobre tela                  | 67,3 x 59,4   | Coleção Wallace, Londres                                   | [ 111 ]                                                                                                  | 311/213                              |
|        | Conde-duque de Olivares, equestre                                 | cerca 1635                        | Óleo sobre tela                  | 127,6 x 104,1 | Metropolitan Museum of Art, Nova Iorque                    | [ 112 ]                                                                                                  | 313/216                              |
|        | Filipe IV caçador                                                 | cerca 1632-1634                   | Óleo sobre tela                  | 200 x 120     | Museo Goya, Castres (em depósito do Museu do Louvre)       | [ 113 ]                                                                                                  | 223/251                              |
|        | O príncipe Baltasar Carlos caçador con três cães                  | cerca 1635-1636                   | Óleo sobre tela                  | 153,5 x 90    | National Trust, Ickwoort, Suffolk                          | [ 114 ]                                                                                                  | 272/306                              |
|        | Filipe IV a cavalo                                                | cerca 1635                        | Óleo sobre tela                  | 126 x 91      | Palazzo Pitti, Florença                                    | [ 115 ]                                                                                                  | 187/190                              |
|        | O infante Baltasar Carlos a cavalo                                | cerca 1635                        | Óleo sobre tela                  | 97,1 x 81,3   | Dulwich Picture Gallery, Londres                           | [ 116 ]                                                                                                  | 264/203                              |
|        | O príncipe Baltasar Carlos no picadeiro                           | cerca 1640-1645                   | Óleo sobre tela                  | 130 x 102     | Coleção Wallace, Londres                                   | [ 117 ]                                                                                                  | 268/207                              |
|        | Alonso Martínez de Espinar (?)                                    | cerca 1632-1644                   | Óleo sobre tela                  | 74 x 44       | Museu do Prado, Madrid                                     | [ 118 ]                                                                                                  | 346/502                              |
|        | Conde-duque de Olivares                                           | cerca 1637-1638                   | Óleo sobre tela                  | 92,5 x 74     | Pinacoteca dos Mestres Antigos, Dresden                    | [ 119 ]                                                                                                  | 325/515                              |
|        | Caça aos javalis no Hoyo                                          | cerca 1636-1638                   | Óleo sobre tela                  | 188 x 303     | Museu do Prado, Madrid                                     | [ 120 ]                                                                                                  | /139                                 |
|        | A tela real                                                       | cerca 1636-1638                   | Óleo sobre tela                  | 69,3 x 121,1  | Coleção Wallace, Londres                                   | [ 121 ]                                                                                                  | 132/141                              |
|        | Paisagem com figuras                                              |                                   | Óleo sobre tela                  | 91,2 x 126    | National Gallery, Londres                                  | [ 122 ]                                                                                                  | 141/148                              |
|        | O príncipe Baltasar Carlos                                        | cerca 1636                        | Óleo sobre tela                  | 158 x 113     | Museu do Prado, Madrid                                     | [ 123 ]                                                                                                  | 279/307                              |
|        | O príncipe Baltasar Carlos                                        | cerca 1639                        | Óleo sobre tela                  | 154 x 108,3   | Coleção Wallace, Londres                                   | [ 124 ]                                                                                                  | 289/321                              |
|        | Adrián Pulido Pareja                                              | 1639 ou cerca 1647                | Óleo sobre tela                  | 203,8 x 114,3 | National Gallery, Londres                                  | [ 125 ]                                                                                                  | 357/524                              |
|        | Retrato do arcebispo Fernando de Valdés                           | cerca 1640-1645                   | Óleo sobre tela                  | 63,5 x 59,6   | National Gallery, Londres                                  | [ 126 ]                                                                                                  | /476                                 |
|        | Retrato do cardeal Borja                                          | cerca 1645                        | Óleo sobre tela                  | 63 x 49,5     | Catedral de Toledo, Toledo                                 | [ 127 ]                                                                                                  | 421 /464                             |
|        | Retrato do cardeal Borja y Velasco                                | cerca 1645                        | Óleo sobre tela                  | 48,3 x 64     | Museum Städel, Francoforte                                 | [ 128 ]                                                                                                  | 422 /463                             |
|        | Retrato do cardeal Borja                                          | cerca 1645                        | Óleo sobre tela colado a madeira | 45,5 x 38     | Kingston Lacy, Ralph Bankes, Wimborne, Dorset              | [ 129 ]                                                                                                  | 423 /462                             |
|        | Retrato do cardeal Borja                                          | cerca 1645                        | Óleo sobre tela                  | 76 x 63,5     | Museu de Arte de Ponce, Ponce (Porto Rico)                 | [ 130 ]                                                                                                  | 420 /466                             |
|        | Anão com um cão                                                   | cerca 1645                        | Óleo sobre tela                  | 142 x 107     | Museu do Prado, Madrid                                     | [ 131 ]                                                                                                  | 454/437                              |
|        | Autorretrato                                                      | cerca 1644-1659                   | Óleo sobre tela                  | 103,5 x 85,5  | Galleria degli Uffizi, Florença                            | [ 132 ]                                                                                                  | 174/178                              |
|        | Filipe IV em Fraga                                                | cerca 1644-1648                   | Óleo sobre tela                  | 130,2 x 97,8  | Dulwich Picture Gallery, Londres                           | [ 133 ]                                                                                                  | 229/256                              |
|        | Reunião de treze (catorze) personagens, ou Os pequenos cavaleiros | cerca 1645-1650                   | Óleo sobre tela                  | 47,7 x 78     | Museu do Louvre, Paris                                     | [ 134 ]                                                                                                  | 145/135                              |
|        | Retrato de Idoso                                                  | cerca 1648                        | Óleo sobre tela                  | 64 x 45       | Colecção privada, Nova Iorque                              | [ 135 ]                                                                                                  | 394/545                              |
|        | Retrato de Jovem                                                  | cerca 1650                        | Óleo sobre tela                  | 59,5 x 47,8   | Galeria Nacional de Arte, Washington D.C.                  | [ 136 ]                                                                                                  | 389/568                              |
|        | Retrato do papa Inocêncio X                                       | cerca 1649                        | Óleo sobre tela                  | 83,5 x 62     | Museu Isabella Stewart Gardner, Boston                     | [ 137 ] [ 138 ]                                                                                          | 414/447                              |
|        | Estudo para o retrato do papa Inocêncio X                         | cerca 1649                        | Óleo sobre tela                  | 49,2 x 41,3   | National Gallery of Art, Washington D.C.                   | Atribuído a Velázquez.                                                                                   | 411/448                              |
|        | Retrato de homem                                                  | cerca 1650                        | Óleo sobre tela                  | 69,2 x 56,5   | Metropolitan Museum of Art, Nova Iorque                    | [ 140 ]                                                                                                  | 386/570                              |
|        | A infanta Maria Teresa                                            | 1648                              | Óleo sobre tela                  | 48 x 37 cm    | Metropolitan Museum of Art, Nova Iorque                    | [ 141 ] [ 142 ]                                                                                          | 515/384                              |
|        | A infanta Maria Teresa                                            | cerca 1653                        | Óleo sobre tela                  | 59 x 43,8     | Victoria and Albert Museum, Londres                        | [ 143 ] [ 144 ]                                                                                          | 519/388                              |
|        | Retrato da infanta Maria Teresa                                   | cerca 1653                        | Óleo sobre tela                  | 71 x 60       | Museu do Louvre, París                                     | [ 145 ]                                                                                                  | 520/389                              |
|        | Infanta María Teresa                                              | cerca 1653                        | Óleo sobre tela                  | 128,6 x 100,6 | Museu de Belas Artes de Boston, Boston                     | Réplica de oficina do original de Viena, para López-Rey poderá ter sido retocada pelo próprio Velázquez. | 518/387                              |
|        | Retrato da infanta Maria Teresa                                   | cerca 1653-1655                   | Óleo sobre tela                  | 67,3 x 52,7   | Museu de Arte de Filadélfia, Filadélfia                    | [ 147 ]                                                                                                  | 522/390                              |
|        | Retrato da infanta Margarita                                      | cerca 1654                        | Óleo sobre tela                  | 70 x 58       | Museu do Louvre, Paris                                     | [ 148 ]                                                                                                  | 527/398                              |
|        | Filipe IV                                                         | cerca 1653-1656/1659              | Óleo sobre tela                  | 47 x 37,5     | Museu de História da Arte em Viena, Viena                  | [ 149 ]                                                                                                  | 253/267                              |
|        | Retrato da rainha Mariana de Áustria                              | cerca 1652-1653                   | Óleo sobre tela                  | 204 x 127     | Museu de História da Arte em Viena, Viena                  | [ 150 ]                                                                                                  | 485/356                              |
|        | Retrato da rainha Mariana de Áustria                              | cerca 1652-1653                   | Óleo sobre tela                  | 209 x 125     | Museu do Louvre, París                                     | [ 151 ]                                                                                                  | 486/357                              |
|        | Retrato da rainha Mariana de Áustria                              | cerca 1652-1653                   | Óleo sobre tela                  | 81,9 x 100,3  | Metropolitan Museum of Art, Nova Iorque                    | Cópia de oficina recortada nos seus quatro lados.                                                        | 492/360                              |
|        | Filipe IV armado, com un leão aos pés                             | cerca 1638, modificado cerca 1665 | Óleo sobre tela                  | 234 x 131,5   | Museu do Prado, Madrid                                     | [ 152 ]                                                                                                  | 234/259                              |
|        | Filipe IV rezando                                                 | cerca 1655                        | Óleo sobre tela                  | 209 x 147     | Museu do Prado, Madrid                                     | [ 153 ]                                                                                                  | 238/263                              |
|        | Mariana de Áustria rezando                                        | cerca 1655                        | Óleo sobre tela                  | 209 x 147     | Museu do Prado, Madrid                                     | [ 154 ]                                                                                                  | 499/372                              |
|        | Mariana de Áustria                                                | cerca 1655                        | Óleo sobre tela                  | 66 x 40       | Real Academia de Belas-Artes de São Fernando, Madrid       | [ 155 ]                                                                                                  | 502/368                              |
|        | Filipe IV                                                         | cerca 1655                        | Óleo sobre tela                  | 66 x 40       | Real Academia de Belas-Artes de São Fernando, Madrid       | [ 156 ]                                                                                                  | 254/278                              |
|        | Filipe IV                                                         | cerca 1655-1660                   | Óleo sobre tela                  | 67 x 54,5     | Hermitage, São Petersburgo                                 | [ 157 ]                                                                                                  | 258/274                              |
|        | Filipe IV                                                         | cerca 1655                        | Óleo sobre tela                  | 66 x 40       | National Gallery of Scotland, Edimburgo                    | [ 158 ] [ 159 ]                                                                                          | /277                                 |
|        | Filipe IV                                                         | cerca 1655                        | Óleo sobre tela                  | 40,5 x 32,5   | Museu de Belas Artes de Bilbau, Bilbau                     | Fragmento. Cópia de oficina.                                                                             | 242/279                              |
|        | Mariana de Áustria com vestido vermelho brilhante                 | cerca 1655-1665                   | Óleo sobre tela                  | 128,5 x 99    | Museu de História da Arte de Viena, Viena                  | [ 160 ]                                                                                                  | 506/374                              |
|        | A infanta Margarita                                               | cerca 1656                        | Óleo sobre tela                  | 70,8 x 55,5   | Coleção Wallace, Londres                                   | [ 161 ]                                                                                                  | 533/404                              |
|        | A fonte os Tritões no jardim da Ilha de Aranjuez                  | 1657                              | Óleo sobre tela                  | 248 x 223     | Museu do Prado, Madrid                                     | [ 162 ] [ 163 ]                                                                                          | 161/157                              |
|        | Francisco de Ochoa                                                |                                   | Água-forte                       | 280 x 165 mm  | Biblioteca Nacional de Espanha, Madrid                     | [ 164 ]                                                                                                  | 460/432                              |